# GNU ld
GNU linker（GNUリンカ、またはGNU ld）とは、GNUプロジェクトによるUnixコマンドldの実装である。GNU ldを使用することで、コンパイルされたオブジェクトファイルから実行可能ファイル（またはライブラリ）を作成することができる。リンカスクリプト（linker script）という、プラットフォーム固有の制御情報をELFに埋め込み、リンク作業を制御するスクリプトを利用することもできる。GNU linkerはGNU Binutilsの一部である。